# Zhang Weicong
Zhang Weicong, trascritto anche come Cheong Wai-Chong (張偉聰T, Zhāng WěicōngP; Macao, 25 febbraio 1977), è un ex ciclista su strada macaense.

## Carriera
Ha partecipato ai campionati del mondo di ciclismo su strada 1995, disputati a Tunja in Colombia, classificandosi al 58º posto nella cronometro individuale. Nel 1998 si è classificato al 38º posto nella prova in linea ed al 27º posto nella prova a cronometro dei XIII Giochi asiatici di Bangkok.

## Piazzamenti

### Competizioni mondiali
- Campionati del mondo

Tunja 1995 - Cronometro: 58º